# Sigmund Exner
Siegmund Ritter Exner von Ewarten (ur. 5 kwietnia 1846 w Wiedniu, zm. 5 lutego 1926 tamże) – austriacki fizjolog.

## Życiorys
Uczęszczał do Akademische Gymnasium, studiował w Wiedniu u Ernsta Wilhelma von Brückego, i w Heidelbergu u Hermanna von Helmholtza. 23 grudnia 1870 dyplom i następnie został asystentem w Instytucie Fizjologii Uniwersytetu Wiedeńskiego. W 1891 zastąpił von Brückego na stanowisku profesora fizjologii i dyrektora Instytutu Higieny. Miał trzech braci: profesora prawa Adolfa Exnera (1841-1894), fizyka Karla Exnera (1842-1914) i fizyka Franza Exnera (1849-1926).

## Dorobek naukowy
Sigmund Exner znany jest ze swoich prac nad fizjologią porównawczą, i fizjologią zmysłów z psychologicznego punktu widzenia. Interesował się analizą ruchu przez mózg i lokalizacją funkcjonalności zachowań w mózgowiu. W pracy z 1894 roku Entwurf zu einer physiologischen Erklärung der psychischen Erscheinungen zaproponował mechanizm działania sieci neuronalnej w mózgu.
Exner badał też fizjologię zmysłów powonienia i widzenia. Wyjaśnił funkcjonowanie oka złożonego owadów w monografii z 1891 roku Die Physiologie der facettierten Augen von Krebsen und Insekten. W 1899 roku założył w Wiedniu Phonogrammarchiv, mające archiwizować dźwięki na potrzeby naukowe.
Z nazwiskiem Exnera wiążą się używane do dziś eponimy:
- ciałka Call-Exnera
- pole Exnera
- prążek Exnera
- splot Exnera.

## Wybrane prace
- Leitfaden bei der mikroskopischen Untersuchung thierischer Gewebe. Zweite, verbesserte Auflage. Leipzig 1878
- Untersuchungen über die Localisation der Functionen in der Grosshirnrinde des Menschen. Wien: W. Braumüller, 1881
- Die Physiologie des Fliegens und Schwebens in den bildenden Künsten: Vortrag gehalten im Österreichischen Museum für Kunst und Industrie am 5. Januar 1882. Wien: Braumüller 1882
- Die Physiologie der facettirten Augen von Krebsen und Insecten. Leipzig: F. Deuticke 1891
- Entwurf zu einer physiologischen Erklärung der psychischen Erscheinungen von Dr. Sigmund Exner: I. Theil. Leipzig-Wien: F. Deuticke, 1894
- Über das Schweben der Raubvögel. Archiv für die gesamte Physiologie des Menschen und der Thiere 114, ss. 109-142 (1906)